# 石原純
石原 純（いしわら あつし（じゅん）、1881年1月15日 - 1947年1月19日）は、日本の理論物理学者・科学啓蒙家・歌人。弟は石原謙。歌人としての名義は石原 阿都志（あつし）。歌人の原阿佐緒との不倫が報じられ、東北帝国大学を辞職したことでも知られる。

## 来歴・人物
東京府出身。日本基督教会本郷教会牧師石原量、母ちせの長男として生まれる。キリスト教学者・石原謙は弟。郁文館中学、一高を経て、1906年7月 東京帝国大学理科大学を卒業し、同学大学院で長岡半太郎に学ぶ。1908年4月に陸軍砲工学校教授、1911年5月に東北帝国大学助教授となる。1912年3月から1914年5月にかけてヨーロッパに留学し、アルノルト・ゾンマーフェルト、マックス・プランク、アルベルト・アインシュタインらのもとで学ぶ。帰国後、教授に昇任。1922年には、アインシュタインの来日講演の通訳をした。日本に相対性理論を紹介するなど、物理学の啓蒙に大きな役割を果たした。1931年から雑誌『科学』（岩波書店）の初代編集主任を務めた。
歌人としては、一高時代に正岡子規『歌よみに与ふる書』を読んだことをきっかけに伊藤左千夫に入門し、『アララギ』の発刊に参加。初期の主要同人となった。1917年にアララギの同人である歌人・原阿佐緒と知り合い、妻子ある身ながら求愛するも、石原の東北帝大理学部の教え子（真山孝治）と付き合っていた阿佐緒に拒絶されつづけ、1920年3月には自殺未遂し、見かねた三ヶ島葭子夫妻のとりなしで同年末に思いを遂げ、翌年より同棲を始める。
1921年にこの恋愛事件が新聞報道され、「阿佐緒によって男女の真情を知った」と述べて妻子を捨て、大学を辞職。1921年8月2日、閣議は、辞表提出中の東北帝大教授石原の休職を決定した（1923年に辞職）。以後は著作活動をおこなう。島木赤彦や斎藤茂吉の説得を受け付けず阿佐緒との同棲を続け、やがてアララギを脱会に至る。このスキャンダルはアララギを揺るがす問題となり、二人を擁護した古泉千樫や三ヶ島葭子までもがアララギを離れることとなった。
1922-23年、千葉県の保田海岸に西村伊作の設計で別邸「靉日荘」を建設し、阿佐緒と移り住む。1924年、北原白秋、前田夕暮、釈迢空らが創刊した歌誌『日光』に阿佐緒や千樫らとともに参加した。唯一の歌集『靉日』では分かち書きや句読点を取り入れ、また海外詠の嚆矢といえる作品を発表。『日光』以降は自由律短歌の理論的推進者となった。1928年、石原に新たに女性ができて阿佐緒が家を出、1930年についに別れる。阿佐緒の数寄屋橋の酒場の経営を引き継ぎ支えたが、1931年に売却。
石原は西田幾多郎や九鬼周造にヴェルナー・ハイゼンベルクの不確定性原理をはじめとする当時最先端の物理学の知識を伝達したことでも知られている。西田はそれを時間と空間をめぐる考察に活かし、九鬼はそれを偶然性の考察に活かした。また、田辺元も若い頃に石原から相対性理論を学んでおり、その過程で得た疑問に対する解答を『相対性理論の弁証法』で提示した。
1945年12月に『科学』の編集のため上京した際、交通事故に遭って右腕骨折・全身打撲の重傷を負った（路上で意識不明の状態で倒れており、加害車両については不明）。その約1年後に死去した。

## 受賞歴
- 1919年：帝国学士院恩賜賞

## 著書

### 単著
- 『美しき光波』弘道館、1908年（明治41年）。NDLJP:829986。（物理叢書）
- 『アインスタインと相対性原理』改造社、1921年（大正10年）。NDLJP:931166。
- 『相対性原理』岩波書店、1921年（大正10年）。NDLJP:970532。（科学叢書）
- 相対性理論の諸断面 第1-2輯 改造社 1922
- 靉日 歌集 アルス 1922（アララギ叢書）
- 『エーテルと相対性原理の話』岩波書店、1922年（大正11年）。NDLJP:969797。（通俗科学叢書 第1編）
- 『相対性理論の諸断面 第1輯』改造社、1922年（大正11年）。NDLJP:931173。
- 『相対性理論の諸断面 第2輯』改造社、1922年（大正11年）。NDLJP:931174。
- 『人間相愛』一元社、1923年（大正12年）。NDLJP:969367。
- 『現代の自然科学』岩波書店、1924年（大正13年）。NDLJP:969798。（通俗科学叢書 第2編）
- 『科学の根本問題』興学会、1925年（大正14年）。NDLJP:931207。
- 『恋愛価値論』改造社、1925年（大正14年）。NDLJP:1021087。
- 永遠への理想 岩波書店 1925
- 『物理学の基礎的諸問題 第1輯』岩波書店、1923-26年（大正12-15年）。NDLJP:931186。
- 『物理学の基礎的諸問題 第2輯』岩波書店、1923-26年（大正12-15年）。NDLJP:931187。
- 『科学と人生』興学会出版部、1926年（大正15年）。NDLJP:1018678。
- 『子供の実験室』アルス、1928年（昭和3年）。NDLJP:1168140。（日本児童文庫）
- 自然科学概論 岩波書店 1929（科学叢書）
- 恋愛の史的考察 性科学全集第10篇 武侠社 1931
- 『相対性原理の話』三省堂、1931年（昭和6年）。NDLJP:1080550。
- 電気物語 新光社 1933
- 電気磁気理論 アルス電気工学大講座第1巻 アルス 1934
- 現代物理学 三笠書房 1935（唯物論全書）
- 人間はどれだけの事をして來たか 1-2 新潮社 1937（日本少國民文庫）
- 科学と社会文化 岩波書店 1938
- 科学と思想 河出書房 1938
- 自然科学的世界像 岩波書店 1938
- 科学教育論 教育革新叢書第3 玉川学園出版部 1939
- 『科学的精神』教育思潮研究会、1939年（昭和14年）。NDLJP:1108314。（教養叢書 第1篇）
- 科学のために 科学主義工業社 1941
- 地球の生ひ立ち アルス 1941（新日本児童文庫）
- 物理学概論 岩波書店 1941
- 現代日本文明史第13巻 科学史 東洋経済新報社 1942
- 『偉い科学者』実業之日本社、1942年（昭和17年）。NDLJP:1169294。
- 『思索の手套 科學隨想』婦女界社、1942年（昭和17年）。NDLJP:1085848。
- 『人間はどれだけの事をしてきたか（ニ）』新潮社、1942年（昭和17年）。NDLJP:1168121。（改訂・日本少国民文庫）
- 僕らの実験室 アルス 1943（新日本児童文庫）
- 『現代物理学の基礎理論』中央公論社、1943年（昭和18年）。NDLJP:1063517。（国民学術選書）
- 『夾竹桃 随筆集』文明社、1943年（昭和18年）。NDLJP:1129952。
- 『私たちの実験室』学園出版社、1948年（昭和23年）。NDLJP:1169450。
- 理論物理学 評論社 1949
- 自然科学汎論 1949（角川全書）
- 石原純歌論集 ナテック 2004
- 石原純全歌集 ナテック 2005

### 共編著
- 『植物と人生』久保田運右衛門と共著、早稲田大学出版部、1907　DOI: 10.11501/832516
- 岩波西洋人名辞典 亀井高孝、野上豊一郎共編 岩波書店 1932

### 翻訳
- アインスタイン教授講演録 改造社 1923
- 『アインスタイン全集』全4巻、改造社（1922－24年）
- アインシュタインの新学説 朝日新聞社 1929
- 相対性理論 アインシュタイン　世界大思想全集第48巻 春秋社 1930
- 物理学はいかに創られたか アインシュタイン、インフェルト 岩波新書 1939-40

## 伝記
- 飯泉寿美子『恋をして男のなげききくばかり　原阿佐緒・石原純との本心』宝文堂出版販売、1985年4月。ISBN 4-8323-0158-6。
- 西尾成子『科学ジャーナリズムの先駆者 評伝　石原純』岩波書店、2011年9月28日。ISBN 978-4-00-005213-9。
- 村山磐 著、西田耕三編 編『石原純と原阿佐緒・恋の顛末』耕風社〈みやぎ選書〉、1997年6月。
- 和田耕作『石原純 科学と短歌の人生』ナテック〈PHN叢書 第2篇〉、2003年8月。ISBN 4-901937-01-4。

## 家族
- 父・石原量 - 本郷教会牧師。純が大学在学中に55歳で病死[13]。
- 母・ちせ - 純6歳のときに亡くなる[14]
- 弟・石原謙
- 妹・つゆ -  伊藤政之助（陸軍少将）の妻[15]
- 妻・いつ -  橋元昌矣（東京天文台技師）の姉[16]。昌矣は石原の大学時代の級友[13]
- 長男・石原紘 - 一般社団法人情報科学技術協会の創設者のひとり[17]
- 孫・森裕美子 - 理科ハウス館長[18]